# Jules Falardeau
Pour les articles homonymes, voir Falardeau.
Jules Falardeau (né en 1985 à Montréal) est un réalisateur québécois.

## Biographie
Jules Falardeau est le fils du cinéaste Pierre Falardeau et de la documentariste Manon Leriche. Après avoir fait des études en musique et en sciences humaines, il réalise son premier court-métrage en 2004 : le film, Noble Art, parle d’un jeune boxeur de huit ans et apparaît dans la programmation des Rencontres internationales du documentaire de Montréal cette année-là. Il réalise en 2005 un second court-métrage, Nous vaincrons, un faux-documentaire sur des hillbillies de la campagne québécoise. En 2005, il va tourner un documentaire au Mexique dans le village côtier de Zipolité. En 2006, il commence à travailler sur le film Reggie Chartrand, patriote québécois, qui paraît en 2010. Ce documentaire de 45 minutes sur l’ancien boxeur et militant Reggie Chartrand se veut, pour le réalisateur, un retour aux sources du cinéma militant, puisque tourné et réalisé en marge du système traditionnel et qu’il est diffusé gratuitement sur le web. Depuis 2007, il travaille avec OpenMic Musique, pour lequel il a réalisé plusieurs travaux audio-visuels dont des vidéoclips, des vidéos promotionnelles ainsi que le travail de caméra et de montage pour la compétition verbale improvisée mensuelle 11 Chek. Après avoir commencé des études en cinéma à l’Université de Montréal en 2008, il réalise un court documentaire universitaire intitulé 11 Chek.
En juin 2012, lors de la grève étudiante Printemps érable, il réalise "WI" un vidéoclip pour le groupe rap Loco Locass en utilisant plusieurs des images les plus célèbres de ce conflit. La même année, il part à Bruxelles pour réaliser un documentaire avec onze autres cinéastes de divers pays, dans le cadre du Festival des Libertés, un festival rassemblant plusieurs formes d'art et ayant pour thématique générale la défense des droits et libertés.
Depuis 2012, Jules Falardeau signe régulièrement des chroniques dans le journal Le Québécois et sur le blogue lequebecois.org.
À l'occasion de la course à la direction du Parti québécois de 2015, il donne son appui à Pierre Karl Péladeau.
Il est aussi réalisateur pour le média Québécois Tabloïd, lui ayant permis notamment de réaliser des reportages sur les étudiants en forage-dynamitage en Estrie et un reportage remarqué sur le ''PFK kid'', de son vrai nom Paul Ross, vedette du documentaire Pea Soup en 1978 tourné par Pierre Falardeau et Julien Poulin.
Il tourne en 2020 le documentaire, On a passé une journée sur le terrain avec le dernier trappeur, qui illustre le quotidien d'un trappeur de fourrures de Saint-Zénon, dans Lanaudière. Le Conseil québécois du loisir lui attribue le prix coup de cœur de journalisme l'année suivante.
En 2020 son film, Journal de Bolivie - 50 ans après la mort du Che, est remarqué dans plusieurs festivals internationaux et connaît un certain succès commercial et critique. Après avoir été présenté en avant-première au Festival international du nouveau cinéma latino-américain de La Havane, il est distribué par K-Films Amérique au Québec. Co-produit par Phare bleu, ce film porte notamment sur la mémoire entretenue vis-à-vis de la figure de Ernesto Che Guevara en Bolivie et sur la transmission intergénérationnelle de son héritage politique.
En 2020 également, il a publié le livre La crise d'Octobre - 50 ans après, qui rapporte le témoignage de plusieurs personnes ayant vécu les événements de près et qui donne la parole à des voix moins entendues sur le déroulement des événements (un ancien policier, un journaliste).
Il sort une anthologie de l'histoire de la boxe québécoise en novembre 2024, Du sang, de la sueur et des larmes : 200 ans de boxe au Québec.

## Filmographie

### Réalisateur
- 2004 : Noble Art : documentaire
- 2005 : Nous vaincrons : documentaire
- 2008 : 11 Chek
- 2010 : Reggie Chartrand, patriote québécois
- 2012 : Wi - Loco Locass
- 2012 : Le marché du jeu de balle
- 2014 : Gaetan
- 2016 : Just Watch Me
- 2019 : Journal de Bolivie - 50 ans après la mort du Che
- 2019 : Le dernier trappeur[11]
- 2020 : On a passé une journée sur le terrain avec le dernier trappeur (2e partie)[12]

### Acteur
- 1994 : Octobre : Jules

## Auteur
- 2013 : Résistance, Chroniques 2008-2009, (préface du livre de Pierre Falardeau)[13]
- 2020 : La crise d'Octobre - 50 ans après
- 2021 : Album Falardeau, Nous aurons toute la mort pour dormir (co-écrit avec Manon Leriche)[14]
- 2024 : Du sang, de la sueur et des larmes : 200 ans de boxe au Québec[15]

## Discographie
- 2010 :  Nous vaincrons - compilation, 40 ans après les mesures de guerre. Réalisation : Jules Falardeau / Guillaume Gingras.